# 来島ダム
来島ダム（きじまダム）は、島根県飯石郡飯南町下来島、一級河川・斐伊川水系神戸川に建設された高さ63メートルの重力式コンクリートダムで、中国電力の発電用ダムである。同社の水力発電所・潮（うしお）発電所に送水し、最大3万6,000キロワットの電力を発生する。ダム湖（人造湖）の名は来島湖（きじまこ）である。

## 歴史
1953年（昭和28年）、発足以来電源開発を急務としていた中国電力は、島根県邑智郡美郷町に建設していた明塚発電所を完成させた。これは中国地方一の大河と言われる江の川本流の下流部にあたる美郷町に建設した浜原ダムより取水し、最大2万5,000キロワットの電力を発生させるものである。中国電力はその後の1956年（昭和31年）、飯石郡飯南町を流れる神戸川に来島ダムを完成させた。これに貯えた水を潮発電所に送水し、最大3万6,000キロワットの電力を発生するとともに、発電に使用した水を浜原ダムへと放出することで、明塚発電所の発生電力量をさらに増大させるという、まさに一石二鳥の効果をもたらす事業であった。
なお、神戸川はもともと二級河川にして二級水系・神戸川水系の本流であったが、2006年（平成18年）に斐伊川水系へと編入されている。

## 周辺
島根県出雲市中心市街地から神戸川に沿って国道184号を南下すると来島ダムに至る。来島ダムは天端付近に放流のための水門（ラジアルゲート）を3門有し、そこから延びる導流路は下へと降りるにつれすぼんでゆく形をしており、まるで高暮ダムの外観的特徴を受け継いでいるかのようである。湖畔にはキャンプ場があり、毎年7月から8月までの期間に利用できる。湖にはコイ、ヘラブナ、ウナギが住み、釣りも楽しめる。
来島ダムに貯えた水は水路を通じて西へと送られ、JR三江線・潮駅の近くに位置する潮発電所において発電に使用される。発電所は江の川に面しており、発電に使用した水は江の川へと放流している。下流には浜原ダムがあり、江の川の水に潮発電所からの水も併せて明塚発電所に送水している。

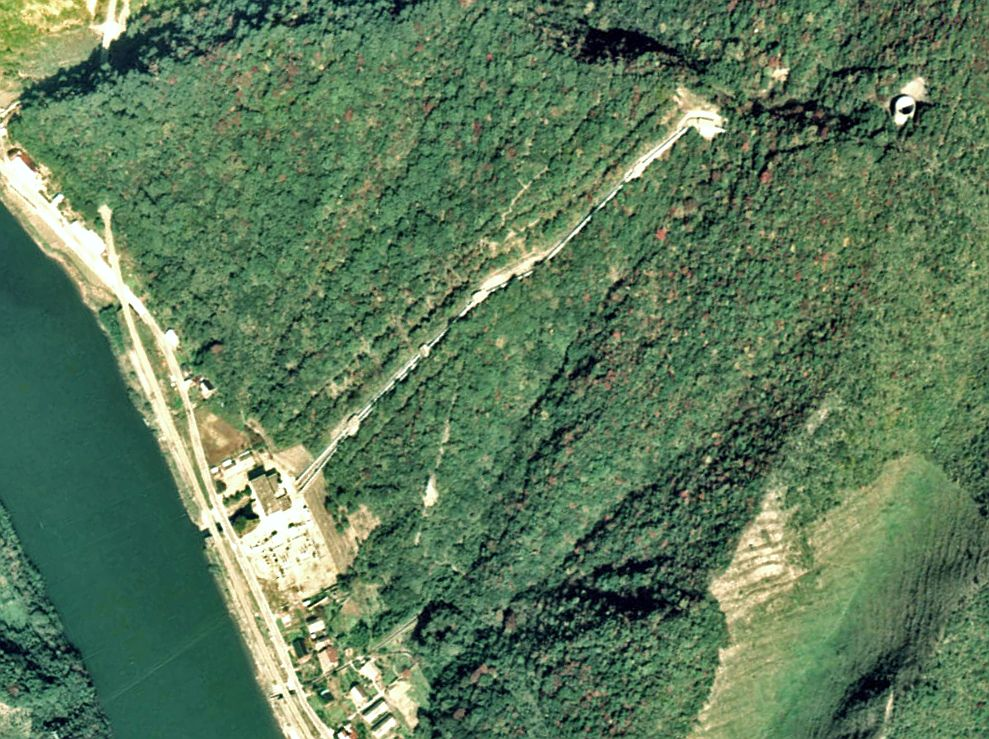
潮発電所
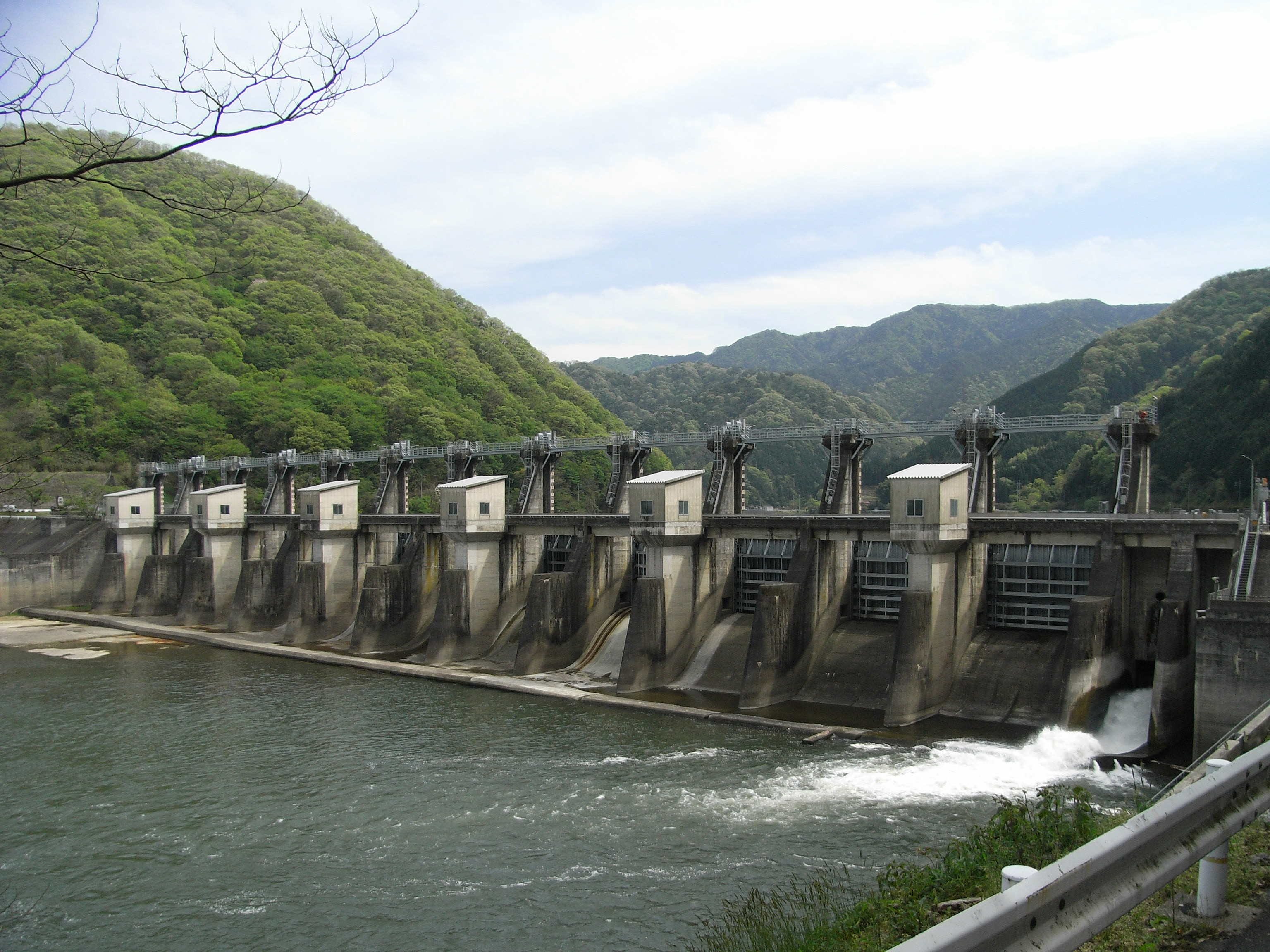
浜原ダム
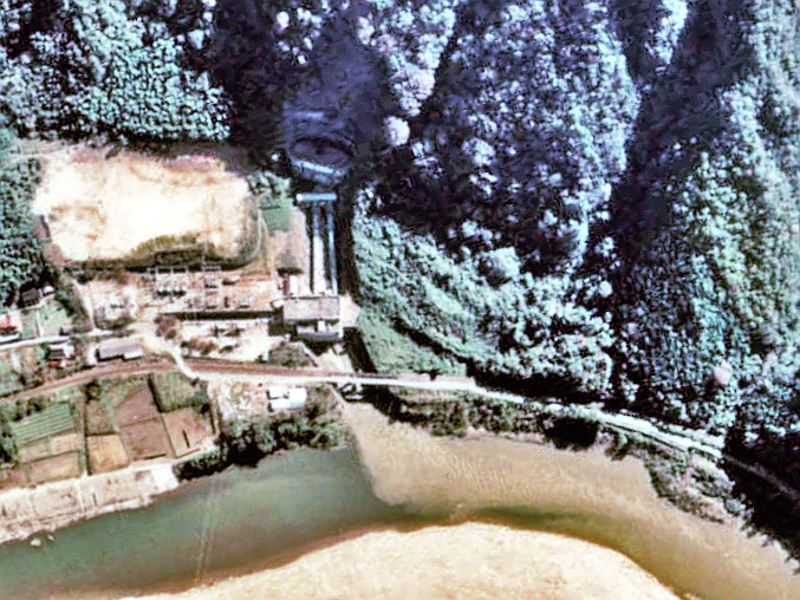
明塚発電所

## 諸問題
現在、来島ダムの下流では志津見ダムの建設工事が進められている。これは神戸川の治水（洪水調節・不特定利水）・利水（工業用水道・発電）を目的とする、国土交通省直轄の多目的ダム（特定多目的ダム）であり、2010年（平成22年）に完成。そんな中、2006年（平成18年）7月に神戸川流域を水害が襲った（いわゆる平成18年7月豪雨）。被災した住民は来島ダムの放流が水害の原因であると指摘。島根県は専門家を交えての委員会を組織し、調査を行った。
結果、当時の放流操作はあらかじめ定められた操作規程に則ったものであり、違反ではないことが明らかとなった。さらに、来島ダムは治水を目的に建設されたものではないにもかかわらず、17日から18日にかけての洪水時において最大200立方メートル毎秒、続く18日から19日にかけての洪水時において最大70立方メートル毎秒の洪水調節をしたと中国電力は説明した。委員会は中国電力に対し、出水時期において来島ダムの水位を現行より2メートル程度低下して運用すること、放流開始の時期を早めること、放流時の河川周辺パトロールを強化することなどを求めた。